# کنت فریزیر
کنت فریزیر (به انگلیسی: Kenneth Frazier) (زاده ۱۷ دسامبر ۱۹۵۴) کارآفرین، وکیل و مدیر ارشد اجرایی آمریکایی است، که اکنون به‌عنوان مدیر عامل اجرایی و رئیس هیئت مدیره شرکت مرک اند کو. فعالیت می‌کند. وی از اعضای هیئت مدیره شرکت نفتی اکسان‌موبیل می‌باشد.